# Amazon.com
Amazon.com, američka tvrtka iz Seattlea osnovana 1994. godine, najveća je svjetska internetska trgovina.

## Povijest
Tvrtku je 1994. godine osnovao Jeff Bezos kao internetsku knjižaru, koja je proširena prodajom DVD-a, CD-a, video kazeta, mp3 sadržajima, potom softverom, videoigrama, elektronikom, odjećom, pa i hranom, namještajem, igračkama i nakitom.

## Poslovnice tvrtke
Amazon ima svoje urede širom svijeta, odjeli za razvoj softvera ovako su raspoređeni:
- Sjeverna Amerika
  - SAD: Cambridge, MA;[1] Charleston, SC;[2] Cupertino, CA;[3] Orange County, CA; San Francisco, CA; San Luis Obispo, CA;[4] Seattle, WA; New York, NY i Tempe Arizona
  - Kanada: Vancouver, Britanska Kolumbija, Toronto i Mississauga, Ontario
- Europa
  - Velika Britanija: Slough, London (Engleska), Edinburgh (Škotska)
  - Irska: Dublin
  - Nizozemska: Rijswijk
  - Rumunjska: Iași
- Azija
  - Indija: Hyderabad, Bangalore i Chennai
  - Japan: Shibuya (Tokyo)
  - Kina: Beijing
- Afrika
  - JAR: Cape Town

## Vanjske poveznice
- https://www.amazon.com/ službene internetske stranice